# Iris maracandica
Iris maracandica là một loài thực vật có hoa trong họ Diên vĩ. Loài này được (Vved.) Wendelbo miêu tả khoa học đầu tiên năm 1975.